# توماس هاچینسون
توماس هاچینسون (Thomas Hutchinson) (زادهٔ ۹ سپتامبر ۱۷۱۱ – درگذشتهٔ ۳ ژوئن ۱۷۸۰)، تاجر، مورخ و سیاستمدار برجستهٔ وفادارمانده در استان خلیج ماساچوست در سال‌های قبل از انقلاب آمریکا بود. از او به عنوان «مهم‌ترین شخصیت طرفدار وفادار در ماساچوست پیش از انقلاب» یاد شده‌است. او یک تاجر و سیاستمدار موفق بود و سال‌ها در سطوح عالی دولت ماساچوست فعال بود و از ۱۷۵۸ تا ۱۷۷۴ به عنوان معاون فرماندار و سپس فرماندار خدمت کرد. او یک شخصیت قطبی سیاسی بود که توسط جان آدامز و ساموئل آدامز به عنوان طرفدار مالیات‌های منفور بریتانیا شناخته شد، علی‌رغم مخالفت اولیه او با قوانین مالیاتی پارلمان که معطوف به مستعمرات بود. لرد نورث (نخست‌وزیر بریتانیا در آن زمان) او را به دلیل نقش مهمش در تنش‌هایی که منجر به وقوع جنگ انقلابی آمریکا شد، سرزنش کرد.
عمارت هاچینسون در بوستون در ۱۷۶۵ در جریان اعتراضات علیه قانون تمبر غارت شد و به مجموعه اشیاء او در مورد تاریخ اولیه ماساچوست آسیب دید. به عنوان سرپرست فرمانداری در ۱۷۷۰، او خود را در معرض حمله اوباش پس از کشتار بوستون قرار داد، پس از آن، او دستور خروج نیروها از بوستون به قلعه ویلیام را صادر کرد. نامه‌های فراخوان او برای مختصر کردن حقوق مستعمرات در ۱۷۷۳ منتشر شد که باعث بیزاری بیش از او در مستعمره شد. ژنرال توماس گیج در مه ۱۷۷۴ به عنوان فرماندار، جایگزین او شد و او به انگلستان تبعید شد و در آنجا به دولت در مورد روش برخورد با مستعمره‌نشینان، مشاوره داد.
هاچینسون علاقه عمیقی به تاریخ استعمار داشت و اسناد تاریخی زیادی را جمع‌آوری کرده بود. او یک کتاب سه جلدی به نام تاریخ خلیج ماساچوست نوشت که آخرین جلد آن که پس از مرگش منتشر شد، دورهٔ او را پوشش می‌داد. برنارد بیلین مورخ، دربارهٔ هاچینسون نوشت: «اگر یک نفر در آمریکا بود که ممکن بود اقداماتش نتیجه [اعتراضات و اختلافات قبل از جنگ انقلابی آمریکا] را تغییر دهد، او بود». محققان از کار هاچینسون برای نشان دادن به حاشیه رانده شدن و سرنوشت غم‌انگیز بسیاری از وفادارانی که به دلیل وابستگی‌شان به ساختار قدیمی امپراتوری در زمانی که دولت ملت مدرن در حال ظهور بود، استفاده می‌کنند. هاچینسون نمونهٔ مشکلاتی است که توسط وفاداران تجربه شده‌است که به دلیل ایدئولوژی او و وفاداری دوگانه او به آمریکا و بریتانیا، فلج شده بود. او عشق خود به ماساچوست را فدای وفاداری خود به بریتانیای کبیر کرد، کشوری که آخرین سال‌های زندگی خود را در تبعید ناخوشایند آنجا گذراند.

## اوایل زندگی
توماس هاچینسون در ۹ سپتامبر ۱۷۱۱ در نورث اند بوستون، به عنوان چهارمین فرزند از دوازده فرزند توماس و سارا فاستر هاچینسون به دنیا آمد. او از مهاجران اولیه نیوانگلند، از جمله آن هاچینسون و پسرش ادوارد هاچینسون و والدینش که هر دو از خانواده‌های تجار مرفه بودند، بود. پدرش مشغول به تجارت بازرگانی خانوادگی و فعال در محافل سیاسی، نظامی و خیریه بود و در شورای استانی خدمت می‌کرد. برادر کوچک‌تر او فاستر هاچینسون بود.
توماس جوان در دوازده سالگی وارد کالج هاروارد شد و در ۱۷۲۷ فارغ‌التحصیل شد. پدرش او را زود با دنیای تجارت آشنا کرد و در کسب و کار، زیرکی خوبی از خود نشان داد. بر اساس خلاصهٔ زندگی‌نامهٔ دوران کودکی او، هاچینسون در زمانی که ۲۱ ساله شد، یک هدیه کوچک از پدرش به نام «پنج قینتال (واحد وزن، حدود ۱۰۰ گرم) ماهی» را به ۴۰۰ تا ۵۰۰ پوند تبدیل کرد. در ۱۷۳۲، زمانی که فرماندار جاناتان بلچر را در سفری دریایی به خلیج کاسکو برای مذاکره با آبناکی مِین که در آن زمان بخشی از ماساچوست بود، همراهی می‌کرد، خود را در معرض آشنایی با سیاست قرار داد. این سفر با یک کشتی انجام شد که هاچینسون مالک بخشی از آن بود. در ۱۷۳۴، با مارگارت سنفورد، نوهٔ دختری فرماندار رودآیلند، پلگ سانفورد، ازدواج کرد.

## میراث و خاطره
به دلیل نقش مرکزی او به عنوان نقطه کانونی اصلی برای مخالفت با حکومت سلطنتی، شهرت هاچینسون در آمریکا به‌طور کلی بسیار ضعیف شد. اغلب از او به عنوان خائن به زادگاهش، ماساچوست و عامل آزادی یاد می‌شد. جان آدامز در ارزیابی خود دربارهٔ او بسیار تند و خشن بود. او را «بخیل» خواند و او را «درباری» توصیف کرد که دستکاری در سطوح بالاتر قدرت را برای رسیدن به اهدافش انجام می‌داد. وی همچنین مورد انتقاد شخصیت‌های سیاسی بریتانیا قرار گرفته بود: توماس پاونال پس از تبعید هاچینسون نیز همچنان با او مخالفت می‌کرد، فرانسیس برنارد برخی از اقدامات او را تأیید نکرد و لرد نورث باور داشت که انتشار نامه‌های او باعث شروع جنگ بود.
با این حال، زندگی‌نامه‌نویسان قرن بیستم، شهرت او را احیا کرده‌اند و به دنبال توضیح این هستند که چگونه و چرا او از این طریق تخریب شده‌است. در دهه‌های اخیر، مورخان معمولاً هاچینسون را به عنوان شخصیتی غم‌انگیز ترسیم کرده‌اند که در شکاف میان حاکمانش در لندن و مردمش در ماساچوست گیر افتاده بود. به عنوان مثال، باربارا تاچمن، هاچینسون را به عنوان شخصیتی «بدبخت» و «شخصی غم‌انگیز» نشان می‌دهد. محقق بریتانیایی دیوید کنت فیلدهاوس می‌گوید که تراژدی او به این دلیل پدید آمد که او «قربانی برخورد دو ایدئولوژیِ کهنه و ایستای خودش در مخالفت با ایدئولوژیِ معاصر و پویایش شد». کارل ال. بکر، مورخ برجسته آمریکایی می‌نویسد: «هیچ چیز، او [هاچینسون] را بیش از این خوشحال نمی‌کرد که با شایستگی و حسن نیت به پادشاه نیوانگلند، رهایی خود را از ولایت‌گرایی نشان می‌داد. به‌طور کلی عصبانیت او از آمریکا و به‌طور خاص بوستون، عصبانیت پدری مغرور و متصرف با فرزندی محبوب اما سرکش بود که نمی‌تواند در مقام‌های بالا برای او اعتبار در نظر بگیرد». بیلین در طول سال‌ها، تفسیر خود را تغییر داده‌است. در دههٔ ۱۹۷۰ او هاچینسون را به عنوان یک عملگرای گیج می‌دید. در ۲۰۰۴ او هاچینسون را به عنوان یک متفکر پیشامدرن به تصویر کشید که در زمانی که ایده‌های روشنگری به لطف متفکرانی مانند آدام اسمیت و تام پین در حال گسترش بود، در یک ذهنیت قدیمی گیر افتاده بود.
بقایای املاک ییلاقی هاچینسون در میلتون حفظ شده‌است. قطعهٔ اصلی، قطعه زمینی که به عنوان مزرعهٔ فرماندار هاچینسون شناخته می‌شود، متعلق به متولیان رزرویشنز (یک سازمان غیرانتفاعی حفاظت از اماکن تاریخی که به حفظ مکان‌های طبیعی و تاریخی ماساچوست اختصاص دارد) است و در فهرست ملی مکان‌های تاریخی ثبت شده‌است و برای عموم آزاد است و ملک نزدیک ملک‌هاها است که در ۱۷۷۱ برای هاچینسون ساخته شده بود. ها ها نیز در فهرست ملی اماکن تاریخی ثبت شده‌است و هر دو ملک بخشی از منطقه تاریخی میلتون هیل هستند. بوستون که دارای بناهای شاخصی بود که به نام خانواده هاچینسون نام‌گذاری شده بود، پس از عزیمت او تلاش کرد تا نام آن‌ها را تغییر دهد.

## ارجاعات
1. ↑  p. cii
2. ↑  Bailyn, p. 5
3. ↑  Duffy, p. 2
4. ↑  Cheng, Eileen, "On the Margins," Early American Studies (2013) 11#1 pp. 98–116
5. ↑  Hosmer, p. 1
6. ↑  Bailyn, pp. 9–10
7. ↑  Hosmer, p. 2
8. ↑  Bailyn, p. 12
9. ↑  Bailyn, pp. 12, 30
10. ↑  Mrs. Hutchinson was also descended from Rhode Island governor William Coddington.
11. ↑  Bailyn, p. 2
12. ↑  Bailyn, p. 3
13. ↑  Walmsley, pp. xiii–xv
14. ↑  Barbara W. Tuchman (2011). The March of Folly: From Troy to Vietnam. Random House. p. 150. ISBN 978-0-307-79856-5.
15. ↑  Cited in Duffy, Shannon E. (2008). An Enlightened American: The Political Ideology of Thomas Hutchinson on the Eve of the Revolutionary Crisis. p. 10. ISBN 978-0-549-96675-3.
16. ↑  Duffy p 10
17. ↑  "About Governor's Field". The Trustees of Reservations. Retrieved 28 August 2011.
18. ↑  سازمان پارک‌های ملی (۲۰۰۹-۰۳-۱۳). "National Register Information System". National Register of Historic Places. National Park Service.
19. ↑  Walmsley, p. xiii